# Alicia Arango

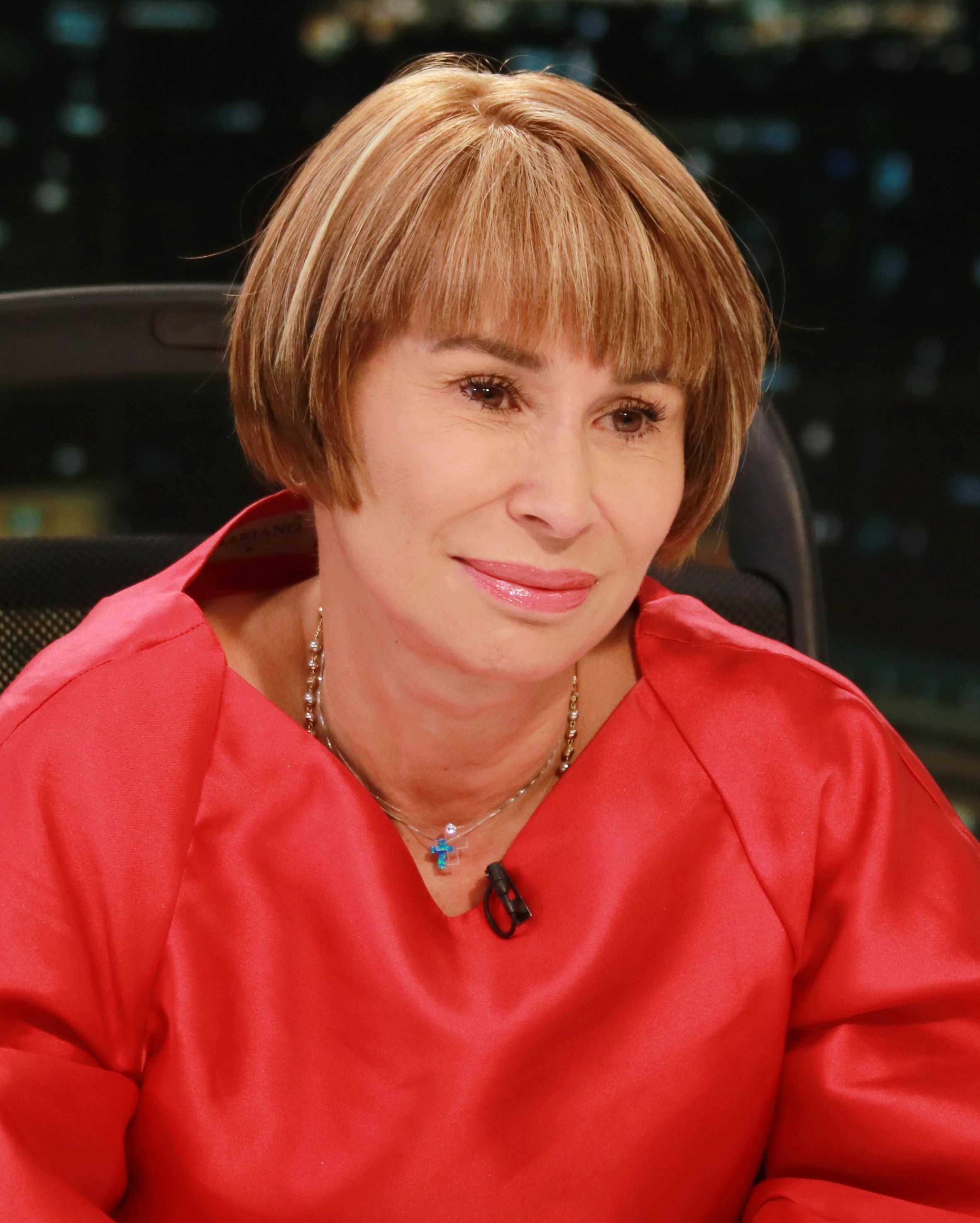
Alicia Arango

Alicia Victoria Arango Olmos (* 1. Oktober 1958 in Cartagena, Kolumbien) ist eine ehemalige kolumbianische Ministerin und Diplomatin.

## Leben
Sie studierte Betriebswirtschaftslehre am Colegio de Estudios Superiores de Administración und absolvierte eine Spezialisierung in öffentlicher Verwaltung an der Universidad de los Andes. Sie war 1995 Beraterin von Adelina Covo, als diese kolumbianische Bildungsministerin war, und von 1997 bis 1998 Delegierte des kolumbianischen Instituts für Familienfürsorge in Cesar und Cundinamarca, während Covo die Vorsitzende des Instituts war. Danach war sie während der Amtszeit von Enrique Peñalosa als Bürgermeister Bogotas Direktorin für Erholung und Sport und begann nach dieser Zeit, Uribe bei seinem Weg zur Präsidentschaft zu unterstützen, und wurde nach dessen Wahlsieg 2002 die Privatsekretärin von Präsident Uribe in der Casa de Narino.
Im Jahr 2010 wurde sie als Nachfolgerin von Angelino Garzon zur Botschafterin von Kolumbien bei den Vereinten Nationen in Genf ernannt. Dies blieb sie bis zum Jahr 2013. Im Jahr 2013 war sie Mitglied des ausführenden Komitees des UNHCR.
2015 und 2016 war sie die Exekutivdirektorin des Centro Democrático. Am 7. August 2018 wurde sie von Iván Duque Márquez zur Arbeitsministerin ernannt. Dieses Amt übte sie bis zum 13. Februar aus.
Am 14. Februar 2020 wurde sie nach dem Wechsel von Nancy Patricia Gutiérrez ins Präsidialamt zur Innenministerin ernannt. Im Rahmen dieses Wechsels wurde angemerkt, dass Arango bessere Beziehungen zum Kongress und zum ehemaligen Präsident Uribe habe. Dadurch wurde ihr eine Autorität in ihrer Partei zugesprochen.
Sie trat kurz darauf aber von diesem Amt zurück und blieb bis zum 22. Dezember 2020 im Amt. Danach wurde sie wieder zur Vertreterin Kolumbiens bei den Vereinten Nationen in Genf und den dort ansässigen internationalen Organisationen, wie der Welthandelsorganisation, ernannt. Sie habe ihre politische Zeit abgeschlossen und wollte in den diplomatischen Dienst zurückkehren.